# ثلوج كليمنجارو (فلم 2011)
ثلوج كليمنجارو (بالفرنسية: Les neiges du Kilimandjaro) هو فيلم دراما أُصدر في 2011. الفيلم من إخراج روبير غيديغيان، أما السيناريو فكان من كتابة روبير غيديغيان، و.

## القصة
تقع أحداث الفيلم في مارسيليا.

## طاقم التمثيل
- اريان اسكارديا
- كارول روشيه
- جولي ماري بارمنتييه
- ماريليني كانتو
- روبنسون ستيفينين
- بيار نيني
- Yann Loubatière ‏
- Émilie Piponnier ‏
- Adrien Jolivet  [لغات أخرى]‏
- جان بيير داروسان
- أنيه ديموستييه
- جيرار مويلا  [لغات أخرى]‏
- جريجوار ليبرنس-رينجويت
- جان هنري روجر

## وصلات خارجية
- ثلوج كليمنجارو على موقع IMDb (الإنجليزية)
- ثلوج كليمنجارو على موقع روتن توميتوز (الإنجليزية)
- ثلوج كليمنجارو على موقع نتفليكس (الإنجليزية)
- ثلوج كليمنجارو على موقع قاعدة بيانات الأفلام العربية
- ثلوج كليمنجارو على موقع ألو سيني (الفرنسية)
- ثلوج كليمنجارو على موقع أول موفي (الإنجليزية)
- ثلوج كليمنجارو على موقع فيلمافينيتي (الإسبانية)
- ثلوج كليمنجارو على موقع قاعدة بيانات الأفلام السويدية (السويدية)
- ثلوج كليمنجارو على موقع قاعدة بيانات الفيلم (الإنجليزية)
- ثلوج كليمنجارو على موقع ليتربوكسد (الإنجليزية)